# Chironomus imicola
Chironomus imicola är en tvåvingeart som beskrevs av Jean-Jacques Kieffer 1913. Chironomus imicola ingår i släktet Chironomus och familjen fjädermyggor. Inga underarter finns listade i Catalogue of Life.